# Herczeg Tamás (politikus)
Herczeg Tamás (Medgyesegyháza, 1960. november 16. –) magyar szociálpolitikus, népművelés szakkollégiumon végzett tanító, általános iskolai tanár, közművelődési szakember, közösségfejlesztő, politikus; 2018. május 8. óta a Fidesz – Magyar Polgári Szövetség országgyűlési képviselője.

## Családja
Nős, felesége Herczegné Számel Annamária. Három gyermeke van, Herczeg Bodza Szonja, Herczeg Borka Füzike és Bonifác.

## Életrajz

### Tanulmányai
A gyulai Erkel Ferenc Gimnáziumban maturált. 1983-ban a Debreceni Tanítóképző Főiskolán népművelés szakkollégiumon végzett tanító végzettséget szerzett. 1986-ban a Juhász Gyula Tanárképző Főiskolán általános iskolai tanár végzettséget szerzett. 1996-ban az Eötvös Loránd Tudományegyetem Szociológiai Intézet és Továbbképző Központjában szociálpolitikus végzettséget szerzett. 2002-ben a Békés megye Képviselőtestülete Megyei Művelődési Központjában közművelődési szakember, közösségfejlesztő végzettséget szerzett.
C-típusú középfokú angol nyelvvizsgája van.

### Politikai pályafutása
2018. május 8. óta a Fidesz – Magyar Polgári Szövetség országgyűlési képviselője. 2018. május 8. óta a Törvényalkotási bizottság tagja.